# NGC 5079
NGC 5079 est une galaxie spirale barrée située dans la constellation de la Vierge. Sa vitesse par rapport au fond diffus cosmologique est de 2 557 ± 23 km/s, ce qui correspond à une distance de Hubble de 37,7 ± 2,7 Mpc (∼123 millions d'al). NGC 5079 a été découverte par l'astronome germano-britannique William Herschel en 1784.
La classe de luminosité de NGC 5079 est II-III et elle présente une large raie HI.
À ce jour, quatre mesures non basées sur le décalage vers le rouge (redshift) donnent une distance de 30,950 ± 1,282 Mpc (∼101 millions d'al), ce qui est à l'extérieur des valeurs de la distance de Hubble. Notons que c'est avec la valeur moyenne des mesures indépendantes, lorsqu'elles existent, que la base de données NASA/IPAC calcule le diamètre d'une galaxie et qu'en conséquence le diamètre de NGC 5079 pourrait être d'environ 17,2 kpc (∼56 100 al) si on utilisait la distance de Hubble pour le calculer.

## Groupe de NGC 5077
Selon A.M. Garcia, NGC 5079 fait partie du groupe de NGC 5077, un trio de galaxies. L'autre galaxie du trio est NGC 5105.